# Sunaristes inaequalis
Sunaristes inaequalis är en kräftdjursart som beskrevs av Humes och Ho 1969. Sunaristes inaequalis ingår i släktet Sunaristes och familjen Canuellidae. Inga underarter finns listade i Catalogue of Life.